# Mickey mécano
Pour plus de détails, voir Fiche technique et Distribution.
Mickey mécano (titre original : Mickey's Mechanical Man) est un court métrage d'animation américain, réalisé par Wilfred Jackson, sorti le 17 juin 1933.
Ce dessin animé de la série Mickey Mouse — produit par Walt Disney — est distribué par United Artists.

## Synopsis
Mickey a fabriqué un robot boxeur afin de combattre un singe géant nommé Kongo Killer. Alors qu'il procède à un essai avec sa machine, Minnie passe devant la maison en voiture et klaxonne. Ce bruit rend le robot fou. Il s'en prend à une photo du gorille, annonçant le match, puis à toutes celles qu'il voit, même celles sur un mur quitte à se blesser. Mickey décide de pendre le robot et de l'emmener pour le match. Le combat débute mais après quelques premiers coups bien placés le gorille prend le dessus. Minnie utilise alors le klaxon, ce qui permet au robot de gagner le match et ensuite de prendre son envol.

## Fiche technique
- Titre : Mickey mécano
- Titre original : Mickey's Mechanical Man
- Réalisation : Wilfred Jackson
- Musique : Leigh Harline
- Voix : Walt Disney (Mickey), Marcellite Garner (Minnie)
- Producteur : Walt Disney, John Sutherland
- Société de production : Walt Disney Productions
- Société de distribution : United Artists Pictures
- Pays de production :  États-Unis
- Langue : Anglais
- Série : Mickey Mouse
- Format : Noir et blanc — 35 mm — 1,37:1 — Son : Mono
- Genre : Comédie, Film de science-fiction, Film d'animation
- Durée : 7 min
- Dates de sortie : 
  - États-Unis : 17 juin 1933[1]
  - Suède : 26 décembre 1933
  - Allemagne : 19 décembre 1934

## À noter
- En comparant ce film, comme le fait Leonard Maltin[2], avec La Symphonie enchantée (1930), on peut remarquer l'évolution graphique prise par les studios Disney. Une scène de course vers l'avant de l'écran montre que l'apparence de Mickey a changé mais aussi son environnement. Le tout semble moins brouillon, moins anguleux.